# Іст (острів)
Іст (хорв. Ist, італ. Isto) — острів в Адріатичному морі, в центральній частині Хорватії, на північний захід від міста Задар, адміністративно відноситься до Задарської жупанії. 
Площа острова - 9,734 км ², населення - 202 особи (2001 р.). Довжина берегової лінії - 23,031 км. На південь від Іста знаходиться острів Молат, відділений вузькою протокою Запунтель, на північ, безлюдний острів Шкарда .
Населення острова за даними перепису населення 2001 року становить 202 особи і протягом останніх 50 років зменшилось вдвоє. Населення зайняте сільським господарством, рибальством і туристичним сервісом. Іст зв'язаний регулярними поромними рейсами із Задаром.